# 中国共产党第十五届中央委员会
中国共产党第十五届中央委员会由中国共产党第十五次全国代表大会于1997年9月18日在北京选举产生。大会选举出中央委员193人，中央候补委员151人。

## 人员名单

### 中央委员会

#### 中央政治局常委
| 排名 | 肖像 姓名 | 党职                                                                                   | 公职                                                                                       | 分工 |
| ---- | --------- | -------------------------------------------------------------------------------------- | ------------------------------------------------------------------------------------------ | --- |
| 1    | 江澤民    | 中共中央總書記 中共中央军委主席 中共中央政治局常委                                     | 中華人民共和國主席 中華人民共和國中央軍事委員會主席 中國紅十字會名譽會長                   | 中央外事/國安工作領導小組組長 中央對台工作領導小組組長 中央財經領導小組組長                                                                           |
| 2    | 李鵬      | 中共中央政治局常委 全國人大常委會黨組書記                                              | 全國人民代表大會常務委員會委員長                                                           | |
| 3    | 朱鎔基    | 中共中央政治局常委 國務院黨組書記                                                      | 中華人民共和國國務院總理 中華人民共和國國家經濟體制改革委員會主任 清華大學經濟管理學院院長 | 中央財經領導小組副組長 國家國防動員委員會主任 中央機構編制委員會主任 國務院三峽工程建設委員會主任 國家科技領導小組組長 國務院西部地區開發領導小組組長 |
| 4    | 李瑞環    | 中共中央政治局常委 全國政協黨組書記                                                    | 中國人民政治協商會議全國委員會主席 中國殘疾人聯合會名譽主席                                | |
| 5    | 胡錦濤    | 中共中央政治局常委 中共中央書記處書記 中共中央军委副主席 （1999年起） 中共中央黨校校長 | 中華人民共和國副主席 中華人民共和國中央軍事委員會副主席 （1999年起）                       | 中央黨的建設工作領導小組組長 中央關於軍隊武警部隊政法機關不再從事經商活動工作領導小組組長 國家反恐怖工作協調小組組長                                  |
| 6    | 尉健行    | 中共中央政治局常委 中共中央書記處書記 中共中央紀委書記                                 |                                                                                            | 中央維護穩定工作領導小組組長 |
| 7    | 李嵐清    | 中共中央政治局常委 國務院黨組副書記                                                    | 中華人民共和國國務院副總理 （排名第1）                                                     | 中央防範和處理邪教問題領導小組組長 |

#### 中央政治局委员
| 按姓氏筆劃為序 | 肖像 姓名 | 党职                                                                | 公职                                                                                          | 分工                                                                                             |
| -------------- | --------- | ------------------------------------------------------------------- | --------------------------------------------------------------------------------------------- | ------------------------------------------------------------------------------------------------ |
| 2              | 丁关根    | 中共中央政治局委员 中共中央書記處書記（排名第3） 中共中央宣傳部部長 |                                                                                               | 中央精神文明建設指導委員會主任 中央宣傳思想工作領導小組組長 中央防範和處理邪教問題領導小組副組長 |
| 5              | 田纪云    | 中共中央政治局委员 全國人大常委會黨組副書記                         | 全国人民代表大会常务委员会副委员长（排名第1）                                                 |                                                                                                  |
| 6              | 李長春    | 中共中央政治局委员 中共廣東省委書記                                 |                                                                                               |                                                                                                  |
| 6              | 李铁映    | 中共中央政治局委员                                                  | 中國社會科學院院長                                                                            |                                                                                                  |
|                | 吳邦國    | 中共中央政治局委员 國務院黨組成員 中央企業工委書記                  | 中華人民共和國國務院副總理（排名第3）                                                         |                                                                                                  |
|                | 吴官正    | 中共中央政治局委员 中共山東省委書記 中共山東省委黨校校長            |                                                                                               |                                                                                                  |
|                | 迟浩田    | 中共中央政治局委员 中共中央軍委副主席 國務院黨組成員                | 中華人民共和國中央軍事委員會副主席（排名第2） 國務委員兼國防部部長                            |                                                                                                  |
|                | 张万年    | 中共中央政治局委员 中共中央書記處書記（排名第4） 中共中央軍委副主席 | 中華人民共和國中央軍事委員會副主席（排名第1）                                                 | 中央對台工作小組副組長（2000年起） 中國人民解放軍選舉委員會主任                                  |
|                | 羅幹      | 中共中央政治局委员 中共中央書記處書記（排名第5） 中共中央政法委書記 | 中華人民共和國國務委員                                                                        | 中央防範和處理邪教問題領導小組副組長 中央新疆工作協調小組組長 中央西藏工作協調小組組長           |
|                | 姜春云    | 中共中央政治局委员 全國人大常委會黨組成員                           | 全國人民代表大會常務委員會副委員長（排名第3）                                                 |                                                                                                  |
|                | 贾庆林    | 中共中央政治局委员 中共北京市委書記                                 |                                                                                               |                                                                                                  |
|                | 钱其琛    | 中共中央政治局委员 國務院黨組成員                                   | 中華人民共和國國務院副總理（排名第2） 全國人大澳門特區籌委會主任委員 北京大學國際關係學院院長 | 中央對台工作領導小組副組長                                                                       |
|                | 黃菊      | 中共中央政治局委员 中共上海市委書記                                 |                                                                                               |                                                                                                  |
|                | 温家宝    | 中共中央政治局委员 國務院黨組成員 中央金融工委書記                  | 中華人民共和國國務院副總理（排名第4）                                                         | 中央農村工作領導小組組長 國家防汛抗旱總指揮部總指揮                                              |
|                | 謝非      | 中共中央政治局委员 全國人大常委會黨組成員                           | 全國人民代表大會常務委員會副委員長（排名第2）                                                 |                                                                                                  |

#### 中央书记处
第十五届中央书记处共有7名成员，他们是胡锦涛、尉健行、丁关根、张万年、羅幹、温家宝、曾庆红

### 中央委员会候补委员
| 排名 | 肖像 姓名 | 党职 | 公职                   | 分工 |
| ---- | --------- | --- | ---------------------- | ---- |
| 1    | 曾慶紅    | 中共中央政治局候補委員 中共中央書記處書記 中共中央辦公廳主任（至1999年3月） 中央直屬機關工委書記（至1999年3月） 中共中央組織部部長（1999年至2002年） |                        |      |
| 2    | 吳儀      | 中共中央政治局候補委員 | 中華人民共和國國務委員 |      |

## 历次全会

### 一中全会
中国共产党第十五届中央委员会第一次全体会议于1997年9月19日在北京举行。江泽民主持会议并作了重要讲话。全会选举了中央政治局委员、候补委员，中央政治局常务委员会委员，中央委员会总书记；根据中央政治局常务委员会的提名，通过了中央书记处成员；决定了中央军事委员会组成人员；批准了中央纪律检查委员会第一次全体会议选举产生的书记、副书记和常务委员会委员人选。名单如下：
1. 中央政治局委员、候补委员
  - 中央政治局委员（按姓氏笔画为序）：丁关根、田纪云、朱镕基、江泽民、李鹏、李長春、李岚清、李铁映、李瑞环、吳邦國、吴官正、迟浩田、张万年、羅幹、胡锦涛、姜春云、贾庆林、钱其琛、黃菊、尉健行、温家宝、谢非
  - 中央政治局候补委员（按得票多少为序）：曾庆红、吴仪（女）
2. 中央政治局常务委员会委员：江泽民、李鹏、朱镕基、李瑞环、胡锦涛、尉健行、李岚清
3. 中央委员会总书记：江泽民
4. 中央书记处書記：胡錦濤、尉健行、丁關根、张万年、羅乾、溫家寶、曾慶紅
5. 中央军事委员会主席、副主席、委员
  - 主席：江澤民
  - 副主席：张万年、迟浩田
  - 委员：傅全有、于永波（滿族）、王克、王瑞林
6. 中央纪律检查委员会书记、副书记、常务委员会委员
  - 书记：尉健行
  - 副书记：韩杼滨、曹庆泽、何勇、周子玉、夏赞忠、刘丽英（女）
  - 常务委员会委员（按姓氏笔画为序）：马馼（女）、刘丽英（女）、祁培文、李至伦、李登柱、何勇、周子玉、赵洪祝、袁纯清、夏赞忠、曹庆泽、尉健行、彭钢（女）、韩杼滨、傅杰

### 二中全会
中国共产党第十五届中央委员会第二次全体会议于1998年2月25日至26日在北京举行。全会审议通过了中央政治局提出，经与党内外协商形成的，拟向九届全国人大一次会议推荐的国家机构领导人员人选名单和拟向全国政协九届一次会议推荐的全国政协领导人员人选名单，决定将上述两个名单分别向九届全国人大一次会议主席团和全国政协九届一次会议主席团推荐。全会审议通过了《国务院机构改革方案》，建议国务院将这个方案提交九届全国人大一次会议审议。

### 三中全会
中国共产党第十五届中央委员会第三次全体会议于1998年10月12日至14日在北京举行。全会由中央政治局主持。中央委员会总书记江泽民作了重要讲话。 
这次会议集中研究农业和农村问题，全会审议通过了《中共中央关于农业和农村工作若干重大问题的决定》。全会高度评价农村改革二十年所取得的巨大成就和创造的丰富经验。全会按照十五大确定的中国社会主义初级阶段的基本纲领和总体部署，从经济、政治、文化三个方面，提出了从现在起到2010年，建设有中国特色社会主义新农村的奋斗目标，确定了实现这些目标必须坚持的方针。全会强调，以公有制为主体、多种所有制经济共同发展的基本经济体制，以家庭承包经营为基础、统分结合的经营制度，以劳动所得为主和按生产要素分配相结合的分配制度，必须长期坚持。全会指出，发展农村生产力，推进农业现代化，是一项长期任务。必须着力解决制约中国农业长期稳定发展的突出问题，全面提高农业综合生产能力。全会认为，实现农村经济和社会的协调发展，保持农村社会稳定，必须切实加强农村基层民主法制建设、社会主义精神文明建设、基层党组织和干部队伍建设。 
全会按照党章规定，决定递补中央委员会候补委员欧泽高为中央委员会委员；决定增补曹刚川为中央军事委员会委员。

### 四中全会
中国共产党第十五届中央委员会第四次全体会议于1999年9月19日至22日在北京举行。全会审议通过了《中共中央关于国有企业改革和发展若干重大问题的决定》。全会认为，国有企业是国民经济的支柱。完成十五大确定的中国跨世纪发展的宏伟任务，建立和完善社会主义市场经济体制，保持国民经济持续快速健康发展，必须大力促进国有企业的体制改革、机制转换、结构调整和技术进步。全会高度评价国有企业在推进中国经济社会发展和巩固社会主义制度中的重要作用。全会确定了从现在起到2010年国有企业改革和发展的主要目标和必须坚持的指导方针。全会强调，完成这一历史任务，首先要尽最大努力实现国有企业改革和脱困的三年目标。全会指出，建立现代企业制度，是国有企业改革的方向，是公有制与市场经济相结合的有效途径。要继续推进政企分开，按照国家所有、分级管理、授权经营、分工监督的原则，积极探索国有资产管理的有效形式。全会认为，改善国有企业资产负债结构和减轻企业社会负担，要同深化企业内部改革、建立新机制、加强科学管理结合起来。全会指出，适应全球产业结构调整的大趋势和国内外市场需求的变化，必须加快国有企业的技术进步和产业升级。全会强调，加强和改善党的领导，是加快国有企业改革和发展的根本保证。 
全会决定增补胡锦涛为中央军事委员会副主席，郭伯雄、徐才厚为中央军事委员会委员。 
全会审议并通过了《中共中央纪律检查委员会关于许运鸿问题的审查报告》。全会决定，撤销许运鸿中央委员会候补委员职务，开除其党籍。鉴于许运鸿的有些问题涉嫌触犯刑律，由司法机关对其依法处理。

### 五中全会
中国共产党第十五届中央委员会第五次全体会议于2000年10月9日至11日在北京举行。全会审议并通过了《中共中央关于制定国民经济和社会发展第十个五年计划的建议》。朱镕基就《建议》草案作了说明。
全会高度评价了改革开放20多年特别是“九五”计划以来，我国经济建设和社会发展所取得的巨大成就。深入分析了世纪之交中国改革开放和现代化建设面临的国际和国内形势，认为从新世纪开始，我国将进入全面建设小康社会，加快推进现代化的新的发展阶段。今后五到十年，是中国经济和社会发展的重要时期，是进行经济结构战略性调整的重要时期，也是完善社会主义市场经济体制和扩大对外开放的重要时期。全会按照十五大对新世纪中国现代化建设的总体展望和部署，提出了“十五”时期中国经济社会发展的主要奋斗目标：国民经济保持较快发展速度，经济结构战略性调整取得明显成效，经济增长质量和效益显著提高，为到2010年国内生产总值比2000年翻一番奠定坚实基础；国有企业建立现代企业制度取得重大进展，社会保障制度比较健全，完善社会主义市场经济体制迈出实质性步伐，在更大范围内和更深程度上参与国际经济合作与竞争；就业渠道拓宽，城乡居民收入持续增加，物质文化生活有较大改善，生态建设和环境保护得到加强；科技教育加快发展，国民素质进一步提高，精神文明建设和民主法制建设取得明显进展。会议认为，发展是硬道理，是解决中国所有问题的关键。实现国民经济持续快速健康发展，必须以提高经济效益为中心，对经济结构进行战略性调整。这是提高国民经济的整体素质，扩大国内需求，增强国际竞争力的根本性措施。会议认为，不断提高城乡居民的物质和文化生活水平，是发展经济的出发点和归宿。推进社会主义现代化建设，必须实现经济发展和社会全面进步。建设社会主义精神文明，发展有中国特色社会主义文化，是社会主义现代化建设的重要内容和保证。进入新世纪，继续推进现代化建设、完成祖国统一、维护世界和平与促进共同发展，是中国必须抓好的三大任务。党的建设，是实现这三大任务的根本保证。 
全会按照党章规定，决定递补中央候补委员岳海岩、黄智权、王正福为中央委员。
全会审议并通过了《中共中央纪律检查委员会关于徐鹏航同志问题的审查报告》。全会决定：撤销徐鹏航中央委员会候补委员职务，给予其留党察看二年处分。

### 六中全会
中国共产党第十五届中央委员会第六次全体会议于2001年9月24日至26日在北京举行。全会高度评价江泽民在庆祝中国共产党成立八十周年大会上的讲话。一致认为，讲话全面回顾和系统总结了中共八十年的光辉历程和基本经验，围绕在新的历史条件下建设一个什么样的党和怎样建设党这个基本问题，深刻阐述了“三个代表”重要思想的科学内涵，进一步阐明了中共在新世纪的历史任务和奋斗目标，是一篇马克思主义的纲领性文献，对进一步做好党和国家的各项工作，具有重大而深远的意义。 
全会全面分析了进入新世纪党面临的新形势新任务，认为这次会议着重研究党的作风建设是适时和必要的。全会审议通过了《中共中央关于加强和改进党的作风建设的决定》。 
全会审议通过了《关于召开党的第十六次全国代表大会的决议》，确定党的十六大于2002年下半年在北京召开。这次大会，是新世纪中国进入全面建设小康社会、加快推进社会主义现代化的新的发展阶段召开的极为重要的会议，是全党、全国各族人民政治生活中的一件大事。 
全会按照党章规定，决定递补中央候补委员汤洪高为中央委员。 
全会审议并通过了《中共中央纪律检查委员会关于石兆彬问题的审查报告》、《中共中央纪律检查委员会关于李嘉廷问题的审查报告》。全会决定：撤销石兆彬、李嘉廷中央委员会候补委员职务，给予其开除党籍处分。

### 七中全会
中国共产党第十五届中央委员会第七次全体会议于2002年11月3日至5日在北京举行。会议决定，中国共产党第十六次全国代表大会于2002年11月8日在北京召开。 
全会讨论并通过了十五届中央委员会向党的第十六次全国代表大会的报告，讨论并通过了《中国共产党章程（修正案）》，全会决定将这两个文件提请党的第十六次全国代表大会审议。 
全会审议并通过了《中共中央纪律检查委员会关于王雪冰问题的审查报告》。全会决定，撤销王雪冰中央委员会候补委员职务，给予其开除党籍处分。 
全会总结了十五大以来五年的工作，回顾了1989年十三届四中全会以来改革开放和社会主义现代化建设的历史进程。全会认为，这十三年来，国际局势风云变幻，中国改革开放和社会主义现代化建设的进程波澜壮阔，以江泽民为核心的第三代中央领导集体，高举邓小平理论伟大旗帜，团结带领全党和全国各族人民，坚持党的十一届三中全会以来的路线不动摇，从容应对来自各方面的困难和风险，改革开放取得历史性突破，中国的综合国力大幅度跃升，祖国和平统一大业取得重大进展，人民生活总体上实现了由温饱到小康的历史性跨越，开创了建设有中国特色社会主义事业的崭新局面。这十三年取得的巨大成就，必将载入中华民族伟大复兴的光辉史册。这十三年积累的宝贵经验，对建设有中国特色社会主义事业具有长远的指导意义。
全会以邓小平理论和“三个代表”重要思想为指导，全面分析了新世纪党面临的国际国内形势和肩负的历史任务，就中国新世纪新阶段改革开放和社会主义现代化建设的若干重大问题，进行了深入讨论，为十六大的召开作了充分的准备。